# Break the Rules (album)
Break the Rules è il quinto album in studio della cantante giapponese Namie Amuro, pubblicato nel 2000.

## Tracce
1. Rule 8AM – 0:30
2. No More Tears – 5:45
3. Better Days – 4:22
4. Break the Rules – 4:01
5. Looking for You – 4:37
6. Please Smile Again – 4:43
7. Never Shoulda – 4:21
8. Cross Over (feat. Poppa L.Q.) – 5:02
9. Girlfriend – 4:13
10. Never End – 6:26
11. Think of Me – 4:46
12. Rule 8PM – 0:33
13. HimAWArI – 4:45
14. No More Tears Remix – 8:59